# Patria libre o morir
Patria libre o morir es una frase y grito de guerra que proviene de la nota (o telegrama) enviada por el General Augusto C. Sandino, líder guerrillero nicaragüense, al Capitán Gilbert D. Hatfield del Cuerpo de Marines de los Estados Unidos, el 12 de julio de 1927 en respuesta a la solicitud de entregar las armas hecha por este último.

## Respuesta a Gilbert D. Hatfield
A continuación se detalla el texto completo de la comunicación recibida por Hatfield (probablemente el 14 de julio) en la ciudad de Ocotal, Nueva Segovia:
Campamento del Chipote, Vía San Fernando.
Al Capitán G. D. Hatfield.
El Ocotal.
Recibí su comunicación ayer y estoy entendido de ella. No me rendiré y aquí los espero. Yo quiero patria libre o morir. No les tengo miedo; cuento con el ardor del patriotismo de los que me acompañan.
Patria y Libertad.
A. C. Sandino

## Batalla de Ocotal
Después del intercambio de notas entre Hatfield y Sandino, en la madrugada del 16 de julio tuvo lugar el sitio de Ocotal que culminó en la llamada Batalla de Ocotal, la primera operación militar que enfrentó a un incipiente ejército conformado por campesinos, mineros y artesanos escasamente armados contra los diestramente preparados marines dotados con mejor armamamento.
Ese mismo día, pilotos estadounidenses desde aviones artillados ametrallan y bombardean la ciudad causando cientos de muertos y heridos entre la población civil. Estas acciones fueron decisivas para que Sandino, aceptando la derrota, abandone la ciudad para internarse en las espesas montañas neosegovianas rumbo a Quilalí.
La victoria le permitió a Hatfield (MCSN: 0-411) ser condecorado con la medalla Cruz de la Armada por parte del entonces Presidente de los Estados Unidos.

## Utilización

### EDSN
Fue usado como grito de guerra por las tropas del Ejército Defensor de la Soberanía Nacional (EDSN) que enfrentó a los marines en la Ocupación militar de Nicaragua (1927-1933) por los Estados Unidos durante los gobiernos de Adolfo Díaz (conservador) y José María Moncada (liberal).

### FSLN
El Frente Sandinista de Liberación Nacional (FSLN) desde su fundación en 1961 lo adoptó como consigna en su lucha contra la dictadura Somocista. Desde las revueltas de 2018, los simpatizantes del FSLN han adoptado la abreviación PLOMO para esta frase, especialmente en redes sociales.

### EPS
Desde su fundación en 1979, y durante su desmovilización en 1990-1991, fue el lema oficial del Ejército Popular Sandinista (EPS) hasta su transformación en Ejército de Nicaragua (EN) cuando fue sustituido por el actual lema de Patria y Libertad que Sandino utilizó como parte del sello impreso en su correspondencia oficial como General en Jefe del EDSN.